# 라싸-시가체 철도
라싸-시가체 철도 또는 라르 철로(중국어 간체자: 拉日铁路, 정체자: 拉日鐵路, 병음: Lārì Tiělù; 티베트어: lha gzhis lcags lam ལྷ་གཞིས་ལྕགས་ལམ་)는 티베트 자치구의 라싸와 르카쩌시(Xigazê)를 잇는 고지대 철도이다. 이 노선을 이용하면 라싸와 르카쩌 사이의 이동 시간은 약 3시간이다.

## 역사

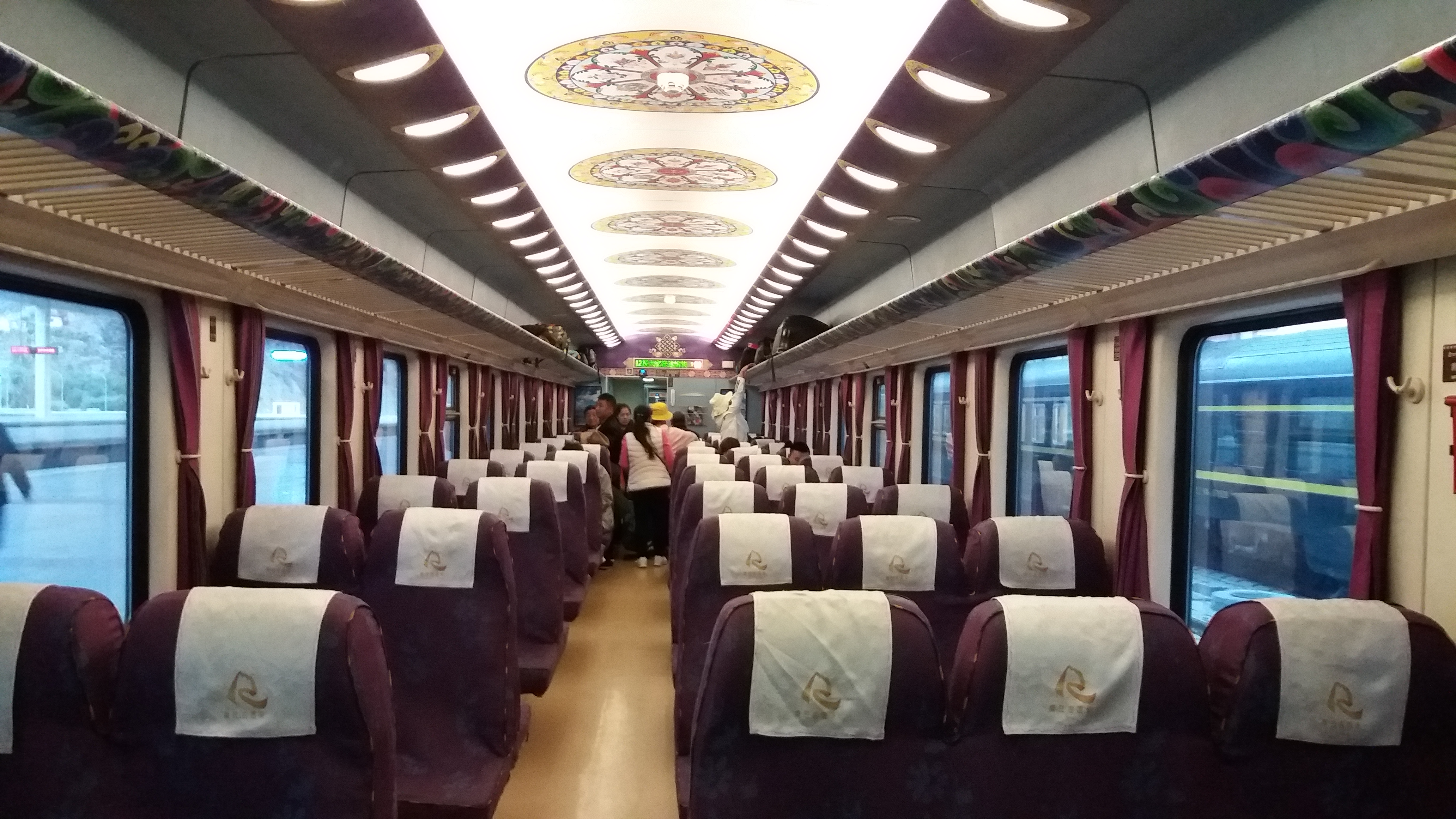
라싸-르카쩌 철로 열차 내부

이 노선은 칭짱 철로의 지선이었다. 철도의 길이는 253 km (157 mi)이다. 건설은 2010년 9월에 시작되었고 2013년 5월에 칭짱 철로와 연결되었다. 이 노선은 2014년 7월에 완공되어 2014년 8월 16일부터 상업 운행을 시작했다. 개통 직후 이 노선은 라싸와 르카쩌 사이의 주요 교통수단이 되었는데, 이전에는 이 두 목적지가 도로와 항공으로만 연결되었고, 당시에는 항공 여행이 대다수의 지역 주민들에게 너무 비쌌기 때문이다.
다람살라에 있는 망명 중앙 티베트 행정부는 이 철도 노선이 한족 이주민들의 티베트 유입을 가속화하여 티베트인들의 문화적 정체성을 희석시킬 것이라고 주장했다.

## 역
이 노선에는 14개의 역이 있으며, 그 중 소수만이 정기적인 여객 수송을 담당한다(취쉬, 린붕). 이 프로젝트의 예산은 108억 위안이었다.
이 프로젝트의 완료로 서쪽과 남쪽으로 네팔과 인도 시킴주 국경과 가까운 야둥현으로의 네트워크 확장이 가능해졌다.
- 라싸역(拉萨)
- 라싸남역(拉萨南)
- 바이더역(白德)
- 시에룽역(协荣)
- 취수현역(曲水县)
- 차바라역(茶巴拉)
- 니무역(尼木)
- 카루역(卡如)
- 린붕역(仁布)
- 다주카역(大竹卡)
- 덩구역(灯古)
- 지충역(吉琼)
- 카두이역(卡堆)
- 르카쩌역(日喀则)

## 연장
이 노선을 네팔과의 중국 국경까지 700 km (435 mi) 더 연장할 계획이 있었으나, 2015년 4월 네팔 지진 이후 네팔 측의 어려움으로 인해 계획이 지연되었다. 장무 방향으로의 연장을 위한 타당성 조사가 제안되었지만, 네팔의 국경 초소 대규모 포기로 인해 다른 국경 통과 지점이 선택될 수도 있다. 그러나 이 노선은 중국-네팔 철도의 진행 상황과 관계없이 지룽현까지 연장될 것이라는 보도도 있었다.

## 같이 보기
- 칭짱 철로